# Hontianske Moravce
Hontianske Moravce ist eine Gemeinde in der Slowakei. Sie liegt etwa drei Kilometer von der Stadt Dudince und etwa 20 Kilometer von Krupina und Levice.

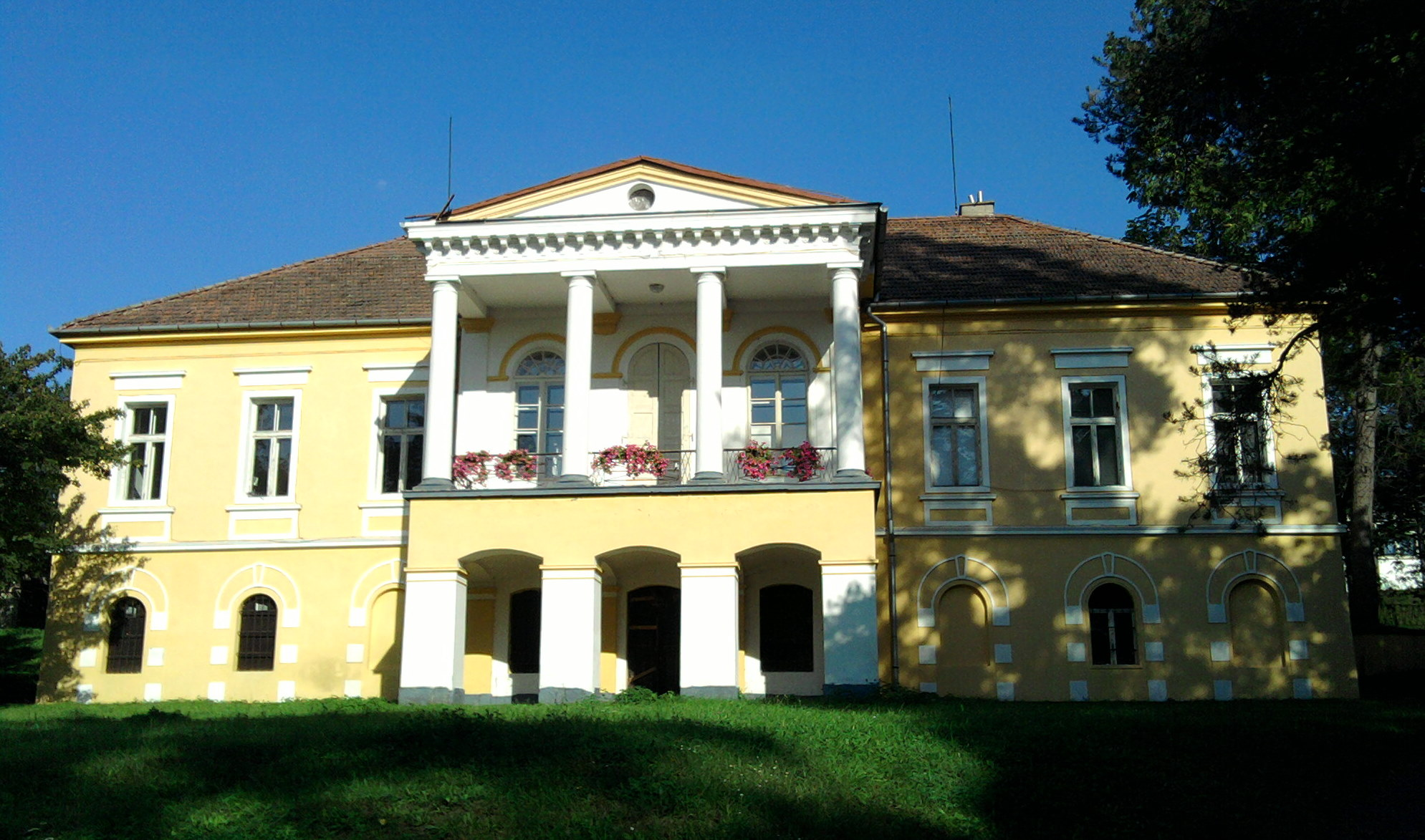
Kastell im Ort

Sie entstand 1960 durch den Zusammenschluss der Gemeinden Kostolné Moravce (deutsch Kostolno-Morawitz, erste Erwähnung 1245) und Opátove Moravce (deutsch Apat-Morawitz, erste Erwähnung 1135).

## Bevölkerung
| Jahr                | 1994 | 2004     | 2014    | 2024     |
| ------------------- | ---- | -------- | ------- | -------- |
| Anzahl der Personen | 723  | 893      | 885     | 745      |
| Unterschied         |      | +23,51 % | −0,89 % | −15,81 % |

| Jahr                | 2023 | 2024    |
| ------------------- | ---- | ------- |
| Anzahl der Personen | 760  | 745     |
| Unterschied         |      | −1,97 % |